# Дава (партія)
Дава або Партія ісламського заклику (араб. حزب الدعوة الإسلامية) — іракська урядова політична партія, радикально-шиїтського спрямування.

## Історія
Партію було створено 1958 року з метою боротьби зі світською формою правління, комунізмом і баасистським соціалізмом. Мала тісні зв'язки з сунітськими фундаменталістами. У 1970-их роках лідери партії розгорнули збройну протиурядову боротьбу. Дава підтримала Ісламську революцію в Ірані 1979 року та сформувала збройне крило «шахіди ас-Садра». Була «п'ятою колоною» за часів ірано-іракської війни. 2006 року лідер партії Нурі аль-Малікі сформував уряд Іраку, а за результатами виборів 2014 року свій кабінет сформував нинішній лідер партії Хайдер аль-Абаді.